# Campionati mondiali di sollevamento pesi 2024 - 89 kg maschile
Le gare di sollevamento pesi della categoria fino a 89 kg maschile — pesi massimi leggeri — dei campionati mondiali del 2024 si sono svolte l'11 dicembre 2024 a Manama presso il Weightlifting Marquee Venue.

## Programma
L'orario indicato corrisponde a quello bahreinita (UTC+03:00)
| Data             | Orario | Evento   |
| ---------------- | ------ | -------- |
| 11 dicembre 2024 | 09:00  | Gruppo C |
| 11 dicembre 2024 | 15:00  | Gruppo B |
| 11 dicembre 2024 | 20:00  | Gruppo A |

## Medagliati
Per ciascun esercizio, i primi tre classificati sono i seguenti:
| Esercizio | Oro          | Oro    | Argento       | Argento | Bronzo               | Bronzo |
| --------- | ------------ | ------ | ------------- | ------- | -------------------- | ------ |
| Strappo   | Karlos Nasar | 183 kg | Marin Robu    | 173 kg  | Sarvarbek Zafarjonov | 171 kg |
| Slancio   | Karlos Nasar | 222 kg | Ro Kwang-ryol | 218 kg  | Pan Yunhua           | 208 kg |
| Totale    | Karlos Nasar | 405 kg | Ro Kwang-ryol | 380 kg  | Marin Robu           | 379 kg |

## Record
Prima di questa competizione, i record mondiali esistenti erano i seguenti:
| Record mondiale | Strappo | Yeison López | 182 kg | Phuket, Thailandia | 6 aprile 2024 |
| Record mondiale | Slancio | Karlos Nasar | 224 kg | Parigi, Francia    | 9 agosto 2024 |
| Record mondiale | Totale  | Karlos Nasar | 404 kg | Parigi, Francia    | 9 agosto 2024 |

## Risultati
| Pos. | Atleta                     | Gr. | Peso atleta | Strappo (kg) | Strappo (kg) | Strappo (kg) | Strappo (kg) | Slancio (kg) | Slancio (kg) | Slancio (kg) | Slancio (kg) | Totale   |
| Pos. | Atleta                     | Gr. | Peso atleta | 1            | 2            | 3            | Pos.         | 1            | 2            | 3            | Pos.         | Totale   |
| ---- | -------------------------- | --- | ----------- | ------------ | ------------ | ------------ | ------------ | ------------ | ------------ | ------------ | ------------ | -------- |
|      | Karlos Nasar (BUL)         | A   | 88.74       | 170          | 176          | 183          |              | 210          | 222          | 225          |              | 405      |
|      | Ro Kwang-ryol (PRK)        | A   | 89.00       | 162          | 162          | 167          | 9            | 210          | 216          | 218          |              | 380      |
|      | Marin Robu (MDA)           | A   | 88.74       | 169          | 173          | 175          |              | 201          | 206          | 209          | 4            | 379      |
| 4    | Sarvarbek Zafarjonov (UZB) | A   | 88.94       | 166          | 171          | 174          |              | 190          | 201          | 204          | 6            | 375      |
| 5    | Denis Poluboyarinov (KAZ)  | B   | 88.50       | 160          | 165          | 170          | 5            | 195          | 205          | 210          | 5            | 370      |
| 6    | Pan Yunhua (CHN)           | A   | 88.94       | 160          | 160          | 165          | 12           | 200          | 205          | 208          |              | 368      |
| 7    | Raphael Friedrich (GER)    | A   | 88.98       | 162          | 163          | 163          | 7            | 190          | 196          | 201          | 8            | 364      |
| 8    | Yu Dong-ju (KOR)           | A   | 89.00       | 155          | 160          | 165          | 11           | 195          | 201          | 207          | 7            | 361      |
| 9    | Yulian Kurlovich (AIN)     | A   | 88.52       | 158          | 161          | 161          | 10           | 195          | 195          | 200          | 9            | 356      |
| 10   | Denis Ulanov (KAZ)         | B   | 88.50       | 155          | 158          | 158          | 13           | 190          | 193          | 198          | 10           | 351      |
| 11   | Braydon Kennedy (CAN)      | B   | 89.00       | 158          | 158          | 163          | 6            | 186          | 190          | 191          | 13           | 349      |
| 12   | Brandon Victorian (USA)    | B   | 88.78       | 151          | 156          | 156          | 15           | 189          | 189          | 189          | 12           | 345      |
| 13   | Mauricio Canul (MEX)       | B   | 89.00       | 145          | 150          | 153          | 18           | 185          | 191          | 196          | 11           | 341      |
| 14   | Saba Asanidze (GEO)        | B   | 88.64       | 147          | 151          | 154          | 16           | 183          | 188          | 188          | 14           | 334      |
| 15   | William Swart (RSA)        | C   | 88.92       | 133          | 139          | 143          | 19           | 167          | 173          | 179          | 16           | 318      |
| 16   | Alejo Gómez (ARG)          | C   | 88.44       | 135          | 140          | 140          | 21           | 170          | 171          | 178          | 17           | 313      |
| 17   | Seán Brown (IRL)           | C   | 87.96       | 133          | 138          | 142          | 20           | 162          | 167          | 171          | 18           | 305      |
| —    | Andranik Karapetyan (ARM)  | A   | 88.82       | 170          | 175          | 175          | 4            | 201          | 203          | 203          | —            | —        |
| —    | Mir Mostafa Javadi (IRI)   | A   | 86.70       | 162          | 168          | 171          | 8            | 203          | 206          | 209          | —            | —        |
| —    | Armands Mežinskis (LAT)    | B   | 89.00       | 153          | 157          | 160          | 14           | 192          | 192          | 192          | —            | —        |
| —    | Amel Atencia (PER)         | B   | 88.32       | 150          | 154          | 154          | 17           | —            | —            | —            | —            | —        |
| —    | Diego Betancur (COL)       | B   | 89.00       | 155          | 155          | 155          | —            | 180          | 190          | —            | 15           | —        |
| —    | John Tabique (PHI)         | C   | 88.88       | 135          | 135          | 135          | —            | 165          | 170          | 172          | 19           | —        |
| —    | Žilvinas Žilinskas (LTU)   | C   | 81.50       | —            | —            | —            | —            | —            | —            | —            | —            | —        |
| —    | Mohammed Ebrahim (YEM)     | C   | ritirato    | ritirato     | ritirato     | ritirato     | ritirato     | ritirato     | ritirato     | ritirato     | ritirato     | ritirato |